# Constante de tempo
Em física e engenharia, a constante de tempo, referida usualmente pela letra grega {\displaystyle \tau }, (tau), caracteriza a resposta ao degrau de um sistema linear invariante no tempo, de primeira ordem. Exemplos incluem circuitos RC e circuitos RL. É também usado para caracterizar a resposta ao degrau de vários sistemas de processamento de sinais; fitas magnéticas, transmissores, radiorreceptores e filtros digitais; que podem ser modelados ou aproximados a sistemas lineares invariantes no tempo de primeira ordem.
A Constante de tempo (τ), é definida como sendo o tempo que se leva para um instrumento alcançar 63,2% de resposta estabilizada correspondente ao estímulo função degrau. 